# 行为遗传学
行为遗传学研究领域集中在检视遺傳在人类和动物的行为中扮演的角色。行为遗传学涵盖多个学科，包括生物学，遺傳学，动物行为学，心理学，统计学，并且经常会涉及到“先天与后天”的讨论。行为遗传学主要研究行为特征的继承性。在人类研究中，通常通过研究双胞胎或者研究收养的子女来获得相关信息。在动物研究中，培育，转基因，和基因敲除技术被频繁使用；精神病遗传学则是和之联系最紧密的学科。

## 历史
行為與遺傳或遺傳之間的關係可以追溯到英國科學家的工作弗朗西斯·高爾頓爵士( Sir Francis Galton) (1822–1911)，他創造了“先天與後天”一詞。法兰西斯·高尔顿爵士被认为是最先研究行为遗传学的科学家之一。高尔顿是查理斯·达尔文的表弟，在研究完人类技能的遗传之后，把精力集中在研究和他联系比较紧密的英国上层贵族的心理特点和他们独有的品格上。在1869年，高尔顿在其著作《遗传天賦》中发表了他的研究结果。 高爾頓成為第一個在基因研究中使用雙胞胎的人，並開創了當今使用的許多統計分析方法。在他的研究中，高尔顿“阐述了他的多元分析，并且为日后的被整个科学研究领域所使用的贝叶斯统计奠定了基础。”—开启了被称作 “统计学的春天”。
1918 年英國統計學家和遺傳學家Ronald Aylmer Fisher發表了一篇論文，展示了Gregor Mendel的遺傳定律如何應用於受多個基因和環境因素影響的複雜性狀。
在1960年，行为遗传学获得了认可，被当作了一门研究学科，并且出版了教科书《行为遗传学》，作者是J.L. Fuller和W.R. Thompson.
因为研究演化在行为遗传学中的作用，在1972年，Theodosius Dobzhansky被选作了第一届行为遗传学协会（BGA）的主席；BGA会定期给在行为遗传学中做出杰出贡献的科学家颁发Dobzhansky奖。在90年代初，Dobzhansky的博士学生Lee Ehrman发表了开创性的论文，描述了果蝇基因型频率和成功交配的关系，从而促使了行为遗传学对其他动物的进一步研究。
行為遺傳研究廣泛運用在關於智力和精神疾病的人類行為，關於此類的遺傳學研究始於 1920 年代，儘管在接下來的幾十年裡，關於人類行為的基因研究一直在繼續，但直到 1970 年代，一種平衡的觀點才在精神病學中盛行，認識到先天和後天的重要性。在心理學，這種和解直到 1980 年代才開始。今天的許多行為遺傳研究都集中在識別影響行為維度（如人格和智力）和疾病（如自閉症、多動症、抑鬱症和精神分裂症）的特定基因。

## 方法
现代行为遗传学主要是研究双胞胎和收养的子女。其中包括多種研究方法設計，比如说不一致的双胞胎。现在这些方法已经被应用到很多方面，包括多元遗传分析，极端分析，还有最近的基因组方法，包括全基因组关联研究，连锁，候选基因方法等等。很多研究行为遗传学的方法会在遗传的页面里讨论.

### 动物研究
动物行为遗传学被认为比人类研究更可靠，因为动物实验允许在实验室中操纵更多的变量。
動物實驗可看出基因影響行為的端倪。
果蠅:果蠅是遺傳學資料積累得最多的動物。它的行為也比較複雜，已經獲得影響趨光性、趨化性、趨地性、攝食、飛翔、求偶和交配、記憶等多種行為的突變型。在果蠅的行為遺傳學研究中，雌雄嵌合體方法發揮了重要作用。這種方法不僅可以用來確定控制性行為的基因的初級作用部位，而且還可以確定X染色體上其他行為基因的初級作用部位。例如日本的行為遺傳學家掘田凱樹等於1972年用這種方法發現了控制雄性求偶行為的初級作用部位並不存在於生殖器官或胸部神經節內，而至少有一對呈對稱關係的作用部位存在於腦中，從而否定了所謂單一作用部位模型。
在求愛時，雄性果蠅接受多種感官刺激後會進行一系列複雜的動作，遺傳研究顯示一種稱為FRU的單一基因是掌控這整場求婚儀式的幕後操縱者。如果FRU基因突變成非活性的形式，雄性不會求愛也不與雌性交配。當雌性果蠅受基因操縱而表達雄性FRU，則牠們會向其它雌性求愛、扮演通常由雄性扮演的角色。實驗已證明，FRU是一種調節基因，控制許多專一功能基因的表達和活性，影響果蠅神經系統的性別特異性發展，最終導致求偶行為的發生。

### 双胞胎的和家庭的研究
家族研究（Family Studies）提供了另一種研究方式。研究者比較了不同基因關聯的人（例如親手足與收養的手足；親生父母及其子女與養父母及其子女）試圖找出子女差異有多少可能是由於遺傳所造成的。
行为遗传研究中使用的一些研究设计是家族设计（也称为系谱设计）的变体，包括双生子研究和收养研究。 对具有已知遗传关系的个体（例如，亲子，同胞，同卵双生和单卵雙胞胎）进行定量遗传学建模，可以估算出基因和环境在多大程度上影响了个体之间的表型差异。因為同卵雙胞胎遺傳了相同的基因，雙胞胎之間的差異都可視為「環境因素」的影響。根據同卵雙胞胎與其他研究證據，科學家們現在知道遺傳與環境兩者同樣重要，兩者一起影響了人類的心靈與行為。

### 测得的遗传变异
人类基因组计划允许科学家直接对人类DNA核苷酸的序列进行基因型分型。一旦进行了基因分型，就可以测试遗传变异与行为表型的关联，例如精神疾患，认知能力，人格等等。

## 重要人物
行为遗传学的领域里重要的人物包括 Dorret Boomsma, John DeFries, Lindon Eaves, David Fulker, John Hewitt, Kenneth Kendler, John Loehlin, Nick Martin, Gerald McClearn, Robert Plomin, Theodore Reich（精神病遗传学的先驱）, Hans van Abeelen, Avshalom Caspi, 还有 Steven G. Vandenberg（ 杂志《行为遗传学》的创立编辑之一）。

## 相关刊物
行为遗传学和很多研究学科都有联系，包括生物，医药，药理，精神病学，和心理学等等；因此行为遗传学的研究经常被发表在各种不同的科学刊物上，包括 自然和科学。专门行为遗传学的刊物则有《行为遗传学》，《分子精神病学》，《精神病遗传学》，《 双胞胎研究和人类遺傳學》, 《基因，大脑和行为》，还有《神经遗传学杂志》。

## 更多
- 生物文化演化